# Судостроительный кран

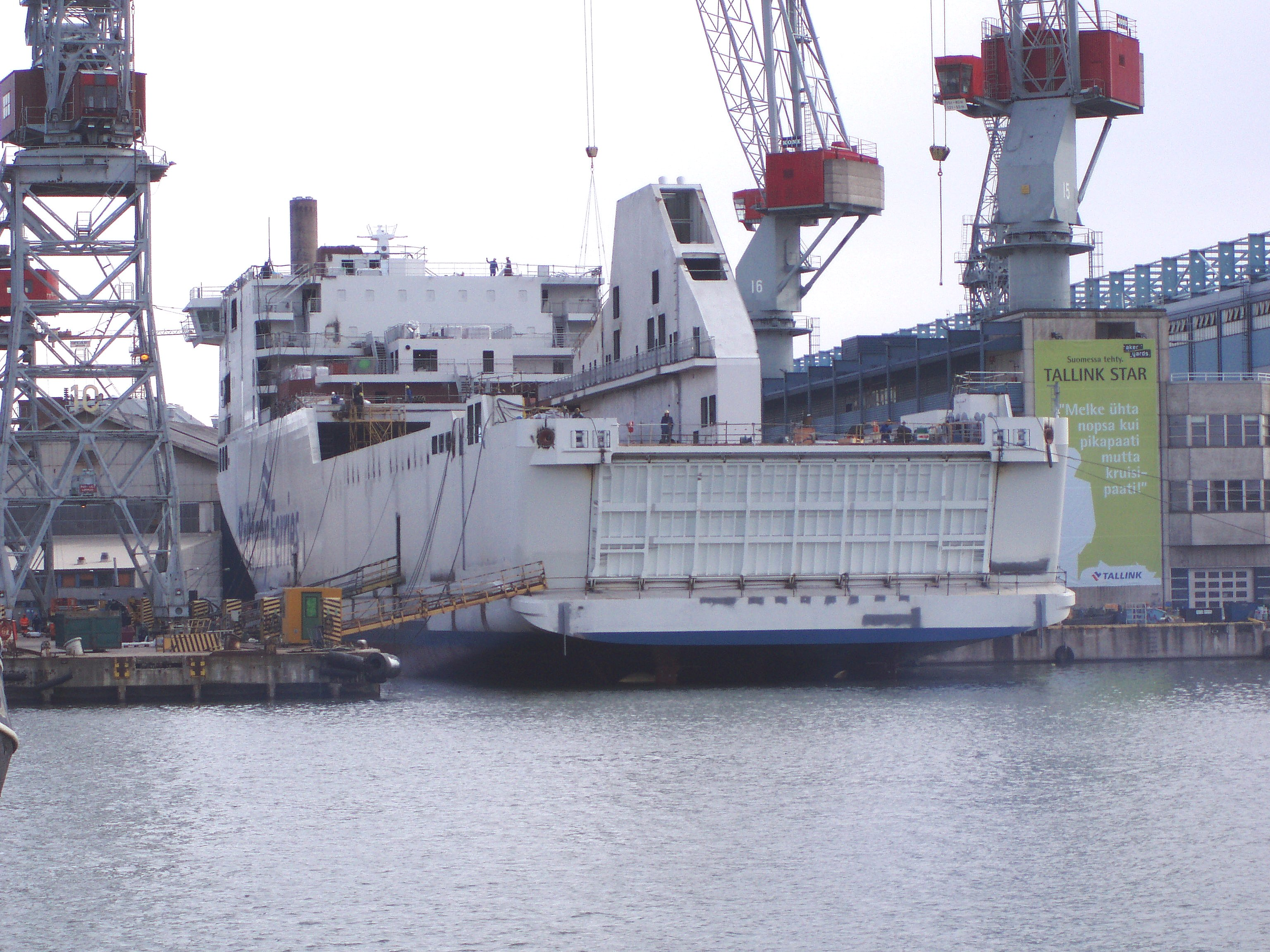
Судостроительные краны на судостроительном заводе в Хельсинки, Финляндия

Су́достроительные ба́шенные кра́ны (англ. shipyard cranes) обеспечивают сборку корпусов на стапелях судостроительных заводов (стапельные краны), а также достройку их после спуска на воду (достроечные краны).

## Описание
Ста́пельные кра́ны предназначены для работы на судостроительных заводах, на открытых местах в непосредственной близости от морей или больших рек. Стапельные краны не имеют механизмов перемещения, достроечные краны существуют передвижные и стационарные. Строительные краны по окончании работы перевозят на новое место, стапельные же обслуживают постоянное место работы. По окончании постройки корпуса одного судна на том же стапеле закладывают следующее.
Вследствие работы стапельных кранов в районах, для которых ГОСТ 1451-77 устанавливает большие значения ветровых нагрузок, при их расчёте особенно тщательно выполняют проверку на ветровые нагрузки.
Береговые стационарные краны для достройки судов на плаву имеют по сравнению с плавучими кранами, которые используют для той же цели, ряд преимуществ:
1. Повышение точности подачи устанавливаемых элементов надстроек, машин и оборудования[1].
2. Независимость работы от метеоусловий[1].

## Технические характеристики
Стапельные краны имеют грузоподъёмность от 2,5 до 20 т, вылеты — от 15 до 30 м, высоту — 15—35 м, скорость подъёма 12,5—45 м/мин, скорость передвижения 15—20 м/мин. Частота вращения — 1,3 об/мин.
Грузоподъёмность передвижных достроечных кранов — от 5 до 75 т, вылет — 18—30 м, высота подъёма — до 40 м.
Грузоподъёмность стационарных достроечных кранов 150—450 т, вылет — 40—50 м, высота подъёма — 40—94 м, скорость подъёма — 1,6—4 м/мин, скорость передвижения тележки — 10—12 м/мин, частота вращения — 0,12 об/мин.

## Устройство

### Стапельный кран
Стапельные краны можно устанавливать на фундаментах, поскольку у них отсутствуют механизмы перемещения. Стационарные стапельные краны обычно имеют решётчатую металлическую конструкцию. Краны выпускают как с поворотной, так и с неподвижной колонной. Время подъёма, перемещения и опускания грузов в этих кранах незначительно. Однако, они длительно поддерживают блоки, секции и отдельные детали корпуса в процессе их прихватки и приварки. Следовательно, нет необходимости оборудовать эти краны устройствами, обеспечивающими перемещение груза по горизонтали в течение изменения вылета. Стапельные краны должны обеспечивать точную установку соединяемых деталей корпуса. Точно так же, с большой точностью, без толчков и вибраций, эти краны должны опускать судовые механизмы или детали внутрь корпуса через узкие трюмы. Для этого механизмы подъёма и изменения вылета стапельных кранов, помимо рабочих скоростей, должны иметь посадочные (установочные) скорости.
Получение малых скоростей достигается за счёт применения механическим путём, а также различных электрических систем: двухскоростные двигатели, микропривод, система двигатель-генератор-двигатель. Поскольку высота корпуса судна может быть очень большой, высоту подъёма стапельных кранов нередко принимают свыше 30 м.

### Достроечные краны
Характерной конструкцией береговых достроечных кранов является молотовидная стрела. Молотовидный кран имеет горизонтальную ферму, которая опирается на вертикальную башню.
Различают три типа молотовидных крана:
1. Горизонтальная ферма опирается на многокатковое поворотное устройство[1].
2. Горизонтальная ферма представляет единое целое с решётчатой конструкцией поворотной колонны[1].
3. Колонна решётчатой конструкции неподвижна. Горизонтальная поворотная часть представляет собой единое целое с вертикальной поворотной фермой — «колоколом»[1].